# Gianfranco Contri
Gianfranco Contri (Bologna, 27 aprile 1970) è un ex ciclista su strada italiano.
Mai passato professionista, vinse la medaglia d'argento ai Giochi olimpici di Barcellona 1992 e tre medaglie d'oro ai Campionati del mondo di ciclismo su strada a Stoccarda 1991, Oslo 1993 e Catania 1994 nella cronometro a squadre.

## Carriera
Nel biennio 1991-1992 il quartetto della cronometro a squadre composto da Flavio Anastasia, Luca Colombo, Gianfranco Contri e Andrea Peron si aggiudicò due medaglie importanti a livello internazionale, dapprima l'oro ai mondiali di Stoccarda 1991 e successivamente l'argento ai Giochi olimpici estivi di Barcellona 1992.

## Palmarès
- 1987 (dilettanti)

Coppa San Bernardino
- 1991 (dilettanti)

Campionati del mondo, Cronometro a squadre
- 1992 (dilettanti)

Duo Normand (cronocoppie con Luca Colombo)
- 1993 (dilettanti)

Campionati del mondo, Cronometro a squadre
Gran Premio Città di Venezia
- 1994 (dilettanti)

Campionati del mondo, Cronometro a squadre
Coppa Città di Melzo
- 1996 (élite 2)

8ª tappa Olympia's Tour

## Piazzamenti

### Competizioni mondiali
- Campionati del mondo

Stoccarda 1991 - Cronosquadre: vincitore
Oslo 1993 - Cronosquadre: vincitore
Catania 1994 - Cronosquadre: vincitore
- Giochi olimpici

Barcellona 1992 - Cronosquadre: 2º

## Riconoscimenti
- Premio Italia dilettanti nel 1994